# المطلاية (أسلم)

تعديل مصدري - تعديل

المطلاية هي إحدى قرى عزلة أسلم الشام بمديرية أسلم التابعة لمحافظة حجة، بلغ تعداد سكانها 82 نسمة حسب تعداد اليمن لعام 2004.